# Stammliste von Königsberg
Stammliste von Königsberg mit den in der Wikipedia vertretenen Personen und wichtigen Zwischengliedern.
Die mangelhafte, oft fehlerhafte, Quellenlage betrifft den gesamten Zeitraum aller Familienzweige. Gesicherte Daten sind urkundlich genannt, Geburts- und Sterbedaten o. g. Zeiträume jedoch oft ungesichert und nach höchstmöglicher Wahrscheinlichkeit der oft abweichenden Datenquellen unter Vorbehalt zu betrachten. Es bleiben genealogische Details, sogar die Zuordnung von Mitgliedern des Hauses, ungeklärt.

## Die Herren von Königsberg
Otto I. Stifter der Königsberger Linie, Herr von Königsberg (1178–1221), († nach 1221); ⚭ () N.N. Sie hatten folgende Nachkommen:
A1. Otto II., urkundlich 1224 bis 1246, († 1249); ⚭ () Richza von Rohitsch, gründet Kloster Studenitz, urkundlich 1237 bis 1265, († nach 1265)
B1. Otto III., urkundlich 1246 bis 1284, († nach 1284); ⚭ () N.N.
C1. Otto IV., urkundlich 1293 bis 1299, († nach 1299)
C2. Friedrich II., urkundlich 1290 bis 1322, († nach 1322); ⚭ () Agnes N.N., urkundlich 1321 bis 1322, († nach 1322)
D1. Johann I., urkundlich 1335 bis 1352, († 1367); ⚭ I: () Elsbeth N.N., urkundlich 1344 bis 1352, († nach 1352); ⚭ II: () Maria von Kranichberg
E1. Johann II., Pfandherr zu Seebenstein (1367), urkundlich 1359 bis 1379, († 1398); ⚭ () Katharina von Haslau, Tochter von Kadolt von Haslau (–)
F1. Heinrich III., urkundlich 1369 bis 1411, († nach 1411); ⚭: () Agnes von Offenbeck, urkundlich 1405, († nach 1405)
G1. Koloman I., Burgherr zu Ziegersberg (1411), zu Wolkersdorf (1423), zu Schönberg am Kamp (1430), urkundlich 1411 bis 1430, († nach 1430); ⚭ () Anna von Freundsberg
G2. Konrad III., Burggraf von Pitten, Burgherr zu Ziegersberg (1411), zu Wolkersdorf (1427), Herr zu Seebenstein (1432), zu Lanzenkirchen (1438), zu Schwarzenbach (1439), urkundlich 1413, († 25. Februar 1448; ▭ in Seebenstein); ⚭ () Agnes von Au († 29. Dezember 1421; ▭ in Pitten)
G3. Johann III., Herr zu Katzelsdorf (1423), urkundlich 1414 bis 1439, († nach 1439); (⚭ I: () Margareta von Thürnstein); ⚭ (II:) Gertrud N.N., urkundlich 1438, († nach 1438)
G4. Dietrich I., Hofkanzler von Herzog Albrecht V., urkundlich 1432 bis 1438, († nach 1438); ⚭ () Anna von Eibenstein
H1. Scholastica, († vor 1466); ⚭ (1. Februar 1440) Graf Engelhard I. von Auersperg (* 29. Oktober 1404; † 19. November 1466), Sohn von Ritter Theobald II. von Auersperg (1362–1423) und Ursula von Lichteneck (–)
H2. Margareta, Nonne im Klarissenkloster St. Clara (Wien)
H3. Dorothea; ⚭ () Heinrich von Wildhaus
H4. Ehrenreich I., Herr zu Schönberg am Kamp (1455), urkundlich 1443 bis 1467, († vor 1492); ⚭ I: () Margareta von Dörr; ⚭ II: () Ursula von Preuhaven
I1.  Johann IV., Stifter der Bernsteiner Linie, Herr zu Thomasberg, Schwarzenbach, Hochwolkersdorf und Aspang (1492), nimmt 1487 (1491?) Burg Bernstein als Pfand von Kaiser Friedrich III., urkundlich 1471, († 1505); ⚭ I: () Maria Helena von Pottendorf († 22. Juni 1489; ▭ in Seebenstein), Tochter von Christoph von Pottendorf zu Kirchschlag (–1465/1468) und Agnes von Hohenberg (–1488); ⚭ II: (1493) Margareta von Dietrichstein, Tochter von Conrad von Dietrichstein (–um 1494) und N.N.; Nachkommen siehe hier
I2.  Georg III., Stifter der Seebensteiner Linie, Herr zu Seebenstein, Schönberg am Kamp, Steyerberg, Ziegersberg und Katzelsdorf, urkundlich 1485, († 22. März 1514); ⚭ () Ursula von Welz († 13. Mai 1511), Tochter von Hans IV. von Welz auf Feistritz (–) und N.N. (–); Nachkommen siehe hier
I3. Koloman II., urkundlich 1492 bis 1494, († nach 1494)
I4. Margareta, († 21. August 1499; ▭ in Waltersdorf); ⚭ (24. Mai 1463) Balthasar von Teuffenbach (▭ in Kaindorf)
I5. Anna; ⚭ () Christoph von Rottal, urkundlich 1492, († nach 1492)
I6. Brigitta
I7. Amalia, als Witwe Nonne im Kloster St. Jakob in Wien, († nach 1531); ⚭ () Wilhelm von Wolffenreuth († 1531)
H5. Heinrich IV., urkundlich 1443 bis 1457, († nach 1457); ⚭ () Anna von Zebingen
H6. Andreas II., Herr zu Schönberg am Kamp (1455), († nach 1455)
G5. Georg II., urkundlich 1414, († 12. Oktober 1444; ▭ in Schönberg am Kamp)
G6. Dietmar I., urkundlich 1411 bis 1455, († 1461); ⚭ () Barbara Perner von Rauhenschachen; ⚭ II: () Brigitta von Fronau, urkundlich 1461 Witwe
F2. Friedrich IV., († 1405 in Palästina)
F3. Konrad II., urkundlich 1403, († nach 1403)
F4. Georg I., urkundlich 1403, († nach 1403)
F5. Agnes, Herrin zu Seebenstein (–1432), urkundlich 1380 bis 1432, († nach 1432); ⚭ I: () Johann von Kranichberg, urkundlich 1380 bis 1386, († nach 1386); ⚭ II: () Heinrich von Ehrenfels; ⚭ III: () Koloman von Seebeck († vor 1432)
F6. Elisabeth, urkundlich 1392, († nach 1392); ⚭ () N.N. von Allm
F7. Andreas I., († vor 1398)
F8. Anna, urkundlich 1398, († nach 1398); ⚭ ((vor 1395)) Georg von Pottendorf, urkundlich 1395 bis 1417, (* vor 1388; † vor 1433), (⚭ I: () Agnes von Ehrenfels († vor 1395); ⚭ III: ((vor 1409)) Margareta von Haslau), Sohn von Heinrich von Pottendorf (–(1392/1402)) und Gräfin Anna von Stubenberg (–(1388))
E2. Friedrich III., Pfandherr zu Seebenstein (1367)
E3. Ulrich I., urkundlich 1380, († vor 1411); ⚭ () Elise von Wiesenfritz, urkundlich 1411 Witwe, († nach 1411)
E4. Otto
D2. Konrad I., urkundlich 1335 bis 1369
D3. Heinrich II., urkundlich 1348 bis 1349
B2. Heinrich I., urkundlich 1246 bis 1251, († 1257)
B3. Katharina, urkundlich 1246 bis 1249
B4. Friedrich I., urkundlich 1277 bis 1299; ⚭ () Diemut N.N., urkundlich 1299
C1. Agnes, Nonne im Kloster Studenitz, urkundlich 1282 bis 1322
C2. Sophia, Nonne im Kloster Studenitz, urkundlich 1318
B5. Anna, Nonne im Kloster Studenitz, urkundlich 1275 bis 1282
A2. Christian, Dekan, urkundlich 1257 bis 1265, († nach 1265)
A3. Craffto, urkundlich 1230, († nach 1230)
A4. Engelschalk, urkundlich 1224, († nach 1224)
A5. Gundakkar, urkundlich 1236 bis 1275, († nach 1275)
A6. Wobolinis, urkundlich 1249, († nach 1249)
A7. Wülfing, urkundlich 1256, († nach 1256)
A8. Tochter, urkundlich 1245, († nach 1245); ⚭ () N.N. von Leibnitz

## Die Herren und Freiherren von Königsberg – Bernsteiner Linie (erloschen 1646)
Johann IV., Stifter der Bernsteiner Linie, Herr zu Thomasberg, Schwarzenbach, Hochwolkersdorf und Aspang (1492), nimmt 1487 (1491?) Burg Bernstein als Pfand von Kaiser Friedrich III., urkundlich 1471, († 1505); ⚭ I: () Maria Helena von Pottendorf († 22. Juni 1489; ▭ in Seebenstein), Tochter von Christoph von Pottendorf zu Kirchschlag (–1465/1468) und Agnes von Hohenberg (–1488); ⚭ II: (1493) Margareta von Dietrichstein, Tochter von Conrad von Dietrichstein (–um 1494) und N.N.; Sie hatten folgende Nachkommen:
A1. [II] Helena, (* 1495); ⚭ I: () Georg von Ternick; ⚭ II: () Johann Hauser zu Matzen
A2. [II] Erasmus I., (* 1496; † 1522)
A3. [II] Konrad IV., (* 1497; † (1517/1527))
A4. [II] Christoph I., (* 1498; † (1533/1535))
A5. [II] Ehrentraud, (* 1499)
A6. [II] Johann V., (* 1500; † 1515)
A7. [II] Pantaleon, Herr zu Aspang (1555), (* 1502; † 25. Juli 1560; ▭ in Seebenstein); ⚭ (1538) Margareta von Schärffenberg, (⚭ I: () Christoph Tschernembl), Tochter von Christoph von Schärffenberg (–)
A8. [II] Ehrenreich II., kaiserlicher General (1550), Erster Hofkriegsratspräsident, Augsburger Bekenntnis (1541), (* 1503; † 19. April 1560 in Seebenstein; ▭ ebenda); ⚭ (3. Februar 1537) Maria von Freiberg († 1556), Tochter von Wolfgang von Freiberg (–) und Cordulen, Marschallin von Biberbach (–)
B1. Margareta, HRR Freiherrenstand für die Gesamtfamilie (16. April 1589), (* 1538); ⚭ () Wolf Christoph von Enzersdorf
B2. Johann VI. (Hanns), (* 1540; † 26. Dezember 1566); ⚭ (1564) Benigna von Racknitz
C1. Maria Helena, HRR Freiherrenstand (16. April 1589), (* 1565/1566)
B3. Eleonore, HRR Freiherrenstand (16. April 1589), (* 1541; † 24. August 1591); ⚭ I: (25. Juli 1559) Georg VII. von Liechtenstein, Herr zu Nikolsburg und Wilfersdorf, (* (1535); † nach 2. Juni 1574), Sohn von Johann VI. von Liechtenstein zu Nikolsburg (1500–1552) und Anna von Liechtenstein zu Nikolsburg (–); ⚭ II: (1576) Freiherr Otto (IV.) von Zinzendorf ((29. Juni 1547); † 1605), Sohn von Johann II. von Zinzendorf ((1507–1552)) und Barbara Beck von Leopoldsdorf ((1520)–1578)
B4. Christoph II., HRR Freiherrenstand (16. April 1589), Herr zu Bernstein (1582), Hofkriegsrat (1576), Hofkriegsratspräsident (1594–1602), Augsburger Bekenntnis, (* 1542; † 3. August 1602); ⚭ I: (vor 24. Februar 1566) Magdalena Wagen von Wagensperg († 9. März 1594; ▭ in Seebenstein), Tochter von Hans Wagen zu Wagensperg (–1553) und Helene von Petschacher (–); ⚭ II: () Maria von Innsbruck
B5. Erasmus II., Herr zu Aspang und Thomasberg, (* 1543; † 1577); ⚭ (1568) Sophie von Welz, Tochter von Ludwig I. von Welz zu Groß-Sieghards (–) und Magdalene von Prandtegg (–)
C1. [I] Susanna Maria, (* 1569; † 1571)
C2. [I] Margareta, (* 1570; † 1571)
C3. [I] Christina, (* 1570; † 1571)
C4. [I] Ehrenreich, HRR Freiherrenstand (16. April 1589), (* 1571; ⚔ 1597, gegen die Türken)
C5. [I] Maria Magdalena, HRR Freiherrenstand (16. April 1589), (* 1572); ⚭ () Freiherr Felician I. von Herberstein (* vor 1543; † 1603/1605), (⚭ I: () Barbara von Hofkirchen), Sohn von Graf Georg Andreas von Herberstein (1514–1543) und Helena von Poetschach (–)
C6. [I] Dietmar, HRR Freiherrenstand (16. April 1589), (* 1576; ⚔ April 1598, gegen die Türken)
C7. [I] Eleonore, (* 1576; † 1577)
C8. [I] Ludwig, HRR Freiherrenstand (16. April 1589), Herr zu Bernstein, zu Schwarzenbach (–1606), Herr zu Pottendorf (1606), Herr zu Aspang und Thomasberg (–1612), zu Zemendorf (1612), Augsburger Bekenntnis, (* 25. August 1577; † 9. Mai 1628); ⚭ () Marianna Apfaltrer von Apfaltrern, (⚭ I: () Johann Wilhelm von Rottal († nach 1598), Sohn von Johann von Rottal (–1587) und Katharina Kauger (–))
D1. Freiin Barbara, († jung)
D2. Freiin Magdalena, († jung)
D3. Freiherr Ehrenreich Christoph, Herr zu Aspang, Thomasberg und Katzelsdorf, zu Schönberg und Pottendorf (–1635), Herr zu Bernstein und Ziegersberg (–1644), Augsburger Bekenntnis, (* 1605; †† 20. Dezember 1646); ⚭ () Freiin Eva Regina von Althann (* um 1598; † 16. Oktober 1661), Tochter von Freiherr Johann Baptist Julius von Althann (1568–1629) und Freiin Anna Johanna Maria von Trauttmansdorff (1579–1610)
→ Bernsteiner Linie im Mannesstamm erloschen
E1. Freiin Marianna Johanna, Erbin von Aspang und Thomasberg (–1655), zu Katzelsdorf (testiert 26. Januar 1654), († nach 1655); ⚭ (1652) Graf Johann Quintin I. von Jörger, Herr zu Tollet und Erlach, Freiherr zu Kleisbach, kaiserlicher Kämmerer (1650), Hofkammerrat (1651), bald darauf Hofkammer-Vizepräsident, Wirklicher Geheimer Rat (17. März 1681), Statthalter von Österreich ob der Enns (1687), Ritter des Ordens vom Goldenen Vlies (1688), k.k. Staats- und Konferenzminister, (* (1624); † 17. Februar 1705 in Wien), (⚭ II: (1679) Gräfin Maria Rosalia von Losenstein (* 22. Oktober 1645; † 3. Oktober 1700), Tochter von Graf Georg Achaz II. von Losenstein zu Gschwendt (1597–1653) und Gräfin Maria Anna Franziska von Mansfeld-Vorderort (–1654)), Sohn von Johann Helfreich Jörger, Freiherr von Tollet (1594–) und Gräfin Elisabeth Polyxena von Althann (vor 1599–1625)
→ Familie erloschen (ultimus familiae)
B6. Ulrich II., HRR Freiherrenstand (16. April 1589), Herr zu Schwarzenbach und Hochwolkersdorf, kaiserlicher Oberst, Silber-Kämmerer und Hofmarschall, (* 1547; † 21. September 1601; ▭ in Seebenstein)
B7. Konrad V., (* 1548; † nach 1571)
B8. Heinrich V., (* 1549; † 1570)
B9. Sigismund, (* 1550; † jung)
B10. Barbara, HRR Freiherrenstand (16. April 1589), (* 1551); ⚭ () Freiherr Johann von Stadl († nach 1597), Sohn von Erasmus Stadler (–vor 1590) und Radegunde von Welz (1529–)
B11. Marianna, († jung)

## Die Herren und Freiherren von Königsberg – Seebensteiner Linie (erloschen 1654)
Georg III., Stifter der Seebensteiner Linie, Herr zu Seebenstein, Schönberg am Kamp, Steyerberg, Ziegersberg und Katzelsdorf, urkundlich 1485, († 22. März 1514); ⚭ () Ursula von Welz († 13. Mai 1511), Tochter von Hans IV. von Welz auf Feistritz (–) und N.N. (–); Sie hatten folgende Nachkommen:
A1. Andreas III., urkundlich 1533, († nach 1533); ⚭ () Justina von Preinkopf
B1. Andreas, urkundlich 1533, († nach 1533)
A2. Georg IV., Herr zu Seebenstein und Schönberg am Kamp, (* 1489; † 1556); ⚭ () Juliana Teuffel von Krottendorf, Tochter von Mathäus Teuffel (–) und Appollonien Mallingerin (–)
B1. Wolfgang I., Freiherr zu Seebenstein und Pernstein, Herr zu Ziggersberg, Thomasberg, Höstein, Schwarzenbach und Schönberg, (* 1524; † 6. März 1589); ⚭ I: (1558) Afra von Harrach (* 1538; † 16. Juli 1561), (⚭ I: () Freiherr Moritz von Racknitz), Tochter von Leonhard IV. von Harrach, Freiherr zu Rohrau, ROGV (1585), (1514–1590) und Barbara von Windisch-Graetz (–1580); ⚭ II: (8. Juni 1574 in Judenburg) Freiin Kordula von Teuffenbach († 18. August 1616 in Seebenstein), Tochter von Freiherr Franz von Teuffenbach (–) und Beatrix Schrott von Kinsbach (–)
C1. [I] Georg V. Leonhard, HRR Freiherrenstand 16. April 1589, († 1618); ⚭ (nach 1596) Helena von Saurau, Tochter von Freiherr Wolfgang von Saurau (–)
C2. [I] Barbara, HRR Freiherrenstand 16. April 1589, († 1601); ⚭ (1581) Freiherr Hieronymus Wurmbrand zu Stuppach († 10. Mai 1597 in Wien)
C3. [I] Andreas Christian, HRR Freiherrenstand 16. April 1589, Immatrikuliert an der Universität Padua (1579), († nach 1579)
C4. [II] Juliana, HRR Freiherrenstand 16. April 1589, († vor 1599)
C5. [II] Wolfgang II. Matthias/Matthäus, HRR Freiherrenstand 16. April 1589, Herr zu Aspang und Thomasberg (1612–1652), Herr zu Seebenstein (1591–1651), kaiserlicher Oberst, Hofkriegsrat (1622), (* 1582; † (nach 4. Juli) 1654); ⚭ (1615) Susanna Benigna von Starhemberg (* 1598; † 1654), Tochter von Paul Jakob von Starhemberg zu Wildberg (1560–1635) und Susanna von Rappach (1562–1605)
→ Seebensteiner Linie und Freiherren von Königsberg im Mannesstamm erloschen
C6. [II] Apollonia, HRR Freiherrenstand 16. April 1589; ⚭ (25. Oktober 1593 in Wien) Georg III. von Landau, Freiherr zum Haus und Rappottenstein zu Dürnkrut und Ebenthal, († nach 12. September 1620)
C7. [II] Regina, († jung)
C8. [II] Kordula, († jung)
C9. [II] Franz Christoph, († jung)
C10. [II] Johann Wilhelm, († jung)
B2. Christoph, († jung)
B3. Johann Baptist V., († jung)
B4. Ehrenreich III., († jung)
B5. Julius, († jung)
B6. Adam, († jung)
B7. Justina, († (1620)); ⚭ I: (1566) Wilhelm von Kirchberg zu Seisenburg und Viehofen († 1578); ⚭ II: (September 1585 in Linz) Georg Kaspar von Neuhaus zu Ruetting, Freiherr zu Hartenstein und Hohenegg († 1631)
B8. Ehrentraud; ⚭ () Leopold Grabner zu Pottenbrunn und Judenau († 1583)
B9. Eva
A3. Koloman
A4. Barbara; ⚭ () Christian von Liechtenstein zu Carreidt
A5. Margareta, († (1525)); ⚭ () Sebastian von Graben († 1535)
A6. Veit, urkundlich 1535 bis 1538, († nach 1538); ⚭ () Freiin Anna Hoffmann von Strechau und Grünbühel
B1. Amalia; ⚭ () Georg Christoph von Neuhaus (zu Ruetting)
B2. Kordula; ⚭ () Andreas von Glojach
B3. Anna; ⚭ () Abel von Hohenwart
B4. Potentiana
A7. Rosina; ⚭ () Weikhard von Fürst